# Cieśnina McClure’a
Cieśnina McClure’a (ang. M’Clure Strait) – cieśnina w północnej Kanadzie, na obszarze Terytoriów Północno-Zachodnich, stanowiąca część Kanału Parry’ego.

## Geografia
Cieśnina oddziela Wyspę Banksa na południu od zachodnich Wysp Królowej Elżbiety, łącząc Cieśninę Melville’a na wschodzie z Morzem Beauforta na zachodzie. Od wschodu wejście do cieśniny ma szerokość 74 mi (119,09 km), rozciąga się od Russell Point na Wyspie Banksa do Cape Providence na Wyspie Melville’a. Jest to jedna z większych cieśnin Archipelagu Arktycznego, ma długość ok. 70 km i średnią szerokość 90 km; od zachodu otwiera się na szerokość 174 km od Cape Prince Alfred na Wyspie Banksa do Griffiths Point na Wyspie Księcia Patryka.
Do lipca przeważnie wypełnia ją zwarty lód, w większości wieloletni lód morski z Oceanu Arktycznego. Wąskie pasy otwartych wód pojawiają się najpierw u północnych brzegów wyspy Banksa i Księcia Patryka. Pękanie lodów postępuje od zachodu ku wschodowi, w połowie sierpnia lód przeważnie jest już spękany, ale pozostaje w cieśninie przez całe lato. W połowie września cieśnina ponownie zaczyna zamarzać. Głębokość środkowej części cieśniny sięga 500 m.

## Historia
Do wschodniego krańca cieśniny w 1819 roku dotarł sir William Edward Parry, podczas poszukiwań Przejścia Północno-Zachodniego, jednak przebył ją dopiero Robert McClure w 1853 roku. McClure dopłynął do niej od zachodu, jednak jego okręt HMS „Investigator” został uwięziony przez lód w zatoce Wyspy Banksa i podróżnik musiał pokonać resztę drogi na saniach. Cieśnina została nazwana na jego cześć. Obecność wieloletniego lodu nadal stanowi problem w żegludze; w 1969 roku próbowały ją przebyć zbiornikowiec SS „Manhattan” i lodołamacz CCGS „John A. Macdonald”, jednak musiały się wycofać i przepłynąć przez Cieśninę Księcia Walii. Cieśniną McClure’a w latach 60. XX wieku przedostały się za to okręty podwodne USS „Seadragon” (1960) i USS „Skate” (1962).